# Уайзфилд, Лори
Лоуренс Марк "Лори" Уайзфилд (англ. Laurence Mark 'Laurie' Wisefield; род. 27 августа 1952 года, Лондон, Англия) — британский гитарист, наиболее известный по своей работе в группе Wishbone Ash с 1974 по 1980-е года.

## Ранняя карьера
До своего пребывания в Wishbone Ash Уайзфилд выступал с прогрессив-рок-группой Home. Группа выпустила три альбома на лейбле Columbia Records в период с 1971 по 1974 год. Другой участник Home, Клифф Уильямс, получил известность в AC/DC.

## Wishbone Ash
Уайзфилд присоединился к Wishbone Ash до выхода их альбома 1974 года There's the Rub, но в конце концов покинул группу в середине 1980-х после выхода Raw to the Bone.

## После Wishbone Ash
После своего ухода из Wishbone Ash Уайзфилд продолжил выступать с Тиной Тёрнер, Джо Кокером и Роджером Чэпменом.

### We Will Rock You
В 2002 году Уайзфилд присоединился к музыкальному составу группы We Will Rock You. Помимо живого выступления с мюзиклом, Уайзфилд появился на записи 2002 года и сопровождал выступление на вечеринке 2002 года во дворце в честь Золотого юбилея Елизаветы II.
Уайзфилд регулярно был участником гастролирующей группы Тины Тёрнер.
Уайзфилд в настоящее время является участником группы Snakecharmer, наряду с бывшими участниками Whitesnake & Thunder.

## Дискография

### Вместе с Home
- Pause for a Hoarse Horse (1971)
- Home (1972)
- The Alchemist (1973)
- Live BBC Sessions 1972-73 (2000)

### Вместе с Wishbone Ash
- There's the Rub (1974)
- Locked In (1976)
- New England (1976)
- Front Page News (1977)
- No Smoke Without Fire (1978)
- Live in Tokyo (1979)
- Just Testing (1980)
- Live Dates 2 (1980)
- Number the Brave (1981)
- Twin Barrels Burning (1982)
- Raw to the Bone (1985)

### Вместе с Snakecharmer
- Snakecharmer (2013)
- Second Skin (2017)

### Вся дискография по годам
- Home — Pause for a Hoarse Horse (1971)
- Home — Home (1972)
- Home — The Alchemist (1973)
- Wishbone Ash — There's the Rub (1974)
- Wishbone Ash — Locked In (1976)
- Wishbone Ash — New England (1976)
- Wishbone Ash — Front Page News (1977)
- Wishbone Ash — No Smoke Without Fire (1978)
- Wishbone Ash — Live in Tokyo (1979)
- Wishbone Ash — Just Testing (1980)
- Wishbone Ash — Live Dates 2 (1980)
- Wishbone Ash — Number the Brave (1981)
- Wishbone Ash — Twin Barrels Burning (1982)
- Wishbone Ash — Raw to the Bone (1985)
- Home —  Home Live BBC Sessions 1972-1973 (2000)
- Snakecharmer — Snakecharmer (2013)
- Snakecharmer — Second Skin (2017)